# Kirovskij (Oblast' di Kursk)
Kirovskij (in russo Кировский?) è un insediamento di tipo urbano della Russia europea, situato nel distretto Pristenskij dell'oblast' di Kursk.
Si trova nella parte sud-orientale della regione, 7 km a nord del centro distrettuale di Pristen'.